# ロバート・マルドゥーン
サー・ロバート・デイヴィッド・マルドゥーン（Sir Robert David Muldoon、1921年9月25日 - 1992年8月5日）は、ニュージーランドの政治家。第31代ニュージーランド首相（在任期間: 1975年 - 1984年）、ニュージーランド国民党党首（1975年 - 1984年）。ロブ・マルドゥーン（Rob Muldoon）との通称がある。

## 経歴
マルドゥーンは中産階級の両親の元、オークランドで生まれた。成長過程に強く影響をおよぼしたのは、極めて知的かつ強固な意志をもつ母方の祖母で、献身的な社会主義者でもあったジェルーシャ (Jerusha) だった。マルドゥーンは彼女の信条を決して受け入れなかったが、彼女の影響で強力な野心、政治に対する関心、そしてニュージーランドの社会福祉制度に対する不変の敬意を発展させた。
また、10代の時に父親が精神疾患とされ精神病院に送られるのを見て屈辱を受けた。後年、マルドゥーンは、第一次世界大戦に参加した父が梅毒にかかっていたことを発見した。